# Ruy Barbosa
För andra betydelser, se Ruy Barbosa (olika betydelser).

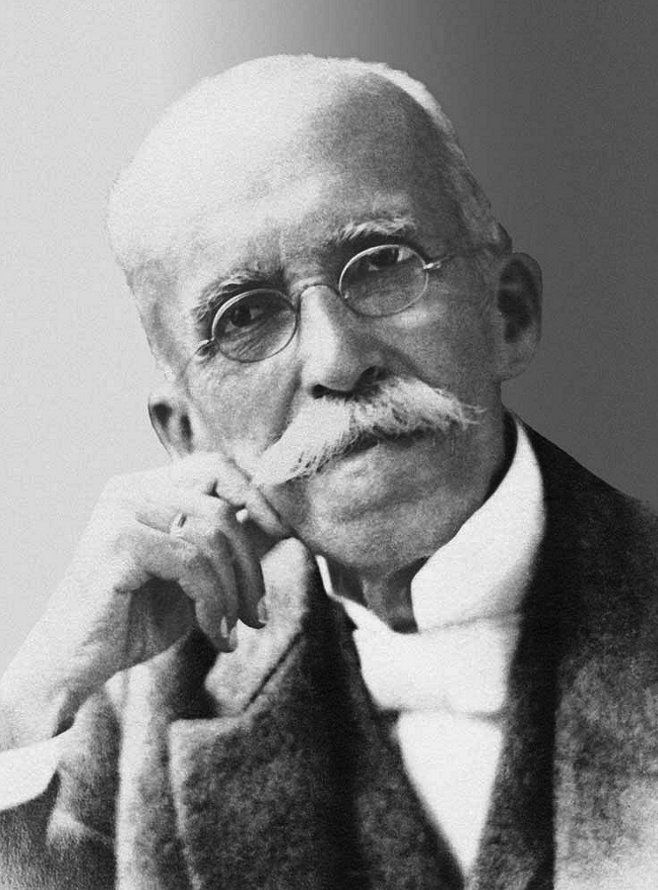
Ruy Barbosa.

Ruy Barbosa de Oliveira, född 5 november 1849 i Salvador, Bahia, död 1 mars 1923 i Petrópolis, var en brasiliansk jurist. 
Barbosa var finansminister i den efter revolutionen 1889 tillsatta provisoriska regeringen i första brasilianska republiken. Han vann stort anseende genom folkrättsliga arbeten och blev 1921 ledamot av den då genom Nationernas förbund upprättade Fasta mellanfolkliga domstolen i Haag.